# Vas (gmina Radlje ob Dravi)
Vas – wieś w Słowenii, w gminie Radlje ob Dravi. W 2018 roku liczyła 401 mieszkańców.